# Клео Лэйн
Дама Клео Лэйн, леди Дэнкуорт (англ. Cleo Laine, Lady Dankworth; имя при рождении — Клементина Дина Кэмпбелл; 28 октября 1927, Мидлсекс — 24 июля 2025, Уэвендон, Юго-Восточная Англия) — британская джазовая певица и актриса, известная своими навыками в области скэтовой вокальной импровизации; вдова композитора Джона Дэнкуорта.

## Биография и карьера
Родилась в пригороде Лондона Саутхолле; её отец был чернокожим ямайцем, мать — англичанкой. Начала заниматься пением и танцами в возрасте 3 лет. В 14 лет оставила школу и сменила множество профессий, в частности, была парикмахером, библиотекарем, служащей ломбарда. Первый раз замуж вышла в 1947 году и развелась через 10 лет. Профессионально петь начала только в 1951 году, став вокалисткой в группе своего будущего мужа Джона Дэнкуорта Seven. В этот период жизни она взяла себе псевдоним «Клео Лэйн» и стала достаточно известной, выступая не только на концертах, но и играя роли в музыкальных спектаклях. В 1958 году она тайно вышла замуж за Дэнкуорта, в этом же году сыграв свою первую драматическую роль и затем став активно выступать в театре и на телевидении, а также продолжая давать концерты. Играла роли во многих пьесах Шекспира, Ибсена, Эврипида. С 1972 года впервые выехала на международные гастроли, в начале 1980-х годов стала часто выступать в США. Она сотрудничала со многими известными классическими музыкантами, такими Джеймс Голуэй, Найджел Кеннеди, Джулиан Ллойд Уэббер и Джон Уильямс; пела дуэтом с Рэем Чарльзом, Фрэнком Синатрой, а также исполнила сочинение «Лунный Пьеро» Арнольда Шёнберга.
Умерла 24 июля 2025 года в возрасте 97 лет в своём доме в Уэвендоне.

## Исполнение
Клео Лэйн известна исполнением не только джазовой музыки, но также классического блюза и популярной музыки.

## Признание
- В 1979 году стала офицером ордена Британской империи[11]
- в 1985 году стала первой женщиной-исполнительницей, получившей премию Grammy за джазовую композицию[12]
- В австралийском городе Аделаида есть улица, названная её именем[13]